# Henriette Dauer-von Etzdorf
Henriette Dauer-von Etzdorf (1758 in Gotha – 16. März 1843 in Wien) war eine deutsche Theaterschauspielerin und Opernsängerin.
Henriette Dauer, geborene von Etzdorf, gab ihr Bühnendebüt im Jahre 1778. Sie wirkte von 1779 bis 1822 am Hofburgtheater. Meistens als Schauspielerin, den damaligen Gepflogenheiten entsprechend aber auch als Opernsängerin. Am Burgtheater spielte sie häufig Chargenrollen, gegen Ende ihre Karriere dann komische Mütter und komische Alte.
Sie war mit ihrem Kollegen Johann Ernst Dauer (1746–1812) verheiratet.